# Angelo Berardi
Angelo Berardi (Sant'Agata Feltria, vers 1636 – Roma, 9 d'abril de 1694) fou un teòric de la música i compositor italià del Barroc.
Canonge del Capítol de Viterbo i mestre de capella en aquesta parròquia i en moltes altres. Publicà sobre la música obres que, segons Fetís, formen època en la història d'aquest art. Fou el primer que exposà metòdicament els principis i el mecanisme del doble contrapunt i de l'art de modular la fuga, pel qual ha exercit gran influència en la música moderna.
Les seves obres teòriques són superiors a les seves composicions musicals, si bé avui només tenen un interès històric, ja que el contrapunt ha assolit un desenvolupament verdaderament prodigiós en l'actualitat.
se li deuen: Missa prodefunctis (1636), Libri tre de motetti (1665), Salmi concertate (1668), Salmi vespertini (1675), Salmi vespertini, etc. (1698), i els tractats Ragionamenti musicali (Bolonya, 1681), Documenti armonici (1687), Miscellanea musicale divisa in tre parte (1689), Arcani musicali (1690), Il perché musicale ovvero staffetta armonica (1693).